# Езёрак (футбольный клуб)
«Езёрак» (пол. Jeziorak Iława) — польский футбольный клуб, выступающий в Вармино-Мазурской лиге. Назван в честь озера.

## История названий
- 1945 — союзный спортивный клуб «Езёрак» Илава
- 1946 — «Вармия» Илава
- 1947 — «Колеяж» Илава
- 1957 — «Езёрак» Илава
- Илавский спортивный клуб «Езёрак» Илава
- ФК «Езёрак» Илава
- 2003 — ФК «Езёрак Амекс Бончек» Илава[1]
- 2004 — СК «Езёрак Амекс Бончек» Илава[1]
- 2005 — СК «Езёрак Би-эс» Илава[1]
- 2010 — СК «Езёрак» Илава

## Достижения
- Выступление во Второй лиге в течение семи сезонов: 1995/96, 1996/97, 1997/98, 1998/99, 1999/00, 2008/09, 2009/10;
- Четвертьфинал кубка Польши: 1994/95;
- Кубок района Ольштын (5): 1985/86, 1986/87, 1990/91, 1991/92, 1993/94;
- Кубок Варминско-Мазурского воеводства: 2005/06.

## Текущий состав
на 13 августа 2021
| Игрок                  | Страна      | Позиция      |
| Фабиан Бабецки         | Флаг Польши | Вратарь      |
| Давид Цура             | Флаг Польши | Вратарь      |
| Кацпер Влодарчик       | Флаг Польши | Вратарь      |
| Томаш Седлевски        | Флаг Польши | Защитник     |
| Ян Фалковски           | Флаг Польши | Защитник     |
| Кацпер Клосовски       | Флаг Польши | Защитник     |
| Кацпер Киевски         | Флаг Польши | Защитник     |
| Масимилиан Дередас     | Флаг Польши | Защитник     |
| Кшиштоф Крессин        | Флаг Польши | Защитник     |
| Давид Ковальски        | Флаг Польши | Защитник     |
| Якуб Сломски           | Флаг Польши | Защитник     |
| Павел Саган            | Флаг Польши | Защитник     |
| Мацей Залевски         | Флаг Польши | Защитник     |
| Михал Фой              | Флаг Польши | Защитник     |
| Павел Флис             | Флаг Польши | Защитник     |
| Ремигиуш Парулис       | Флаг Польши | Полузащитник |
| Даниель Мадей          | Флаг Польши | Полузащитник |
| Аркадиуш Куциньски     | Флаг Польши | Полузащитник |
| Цезарий Новиньски      | Флаг Польши | Полузащитник |
| Патрик Чарнота         | Флаг Польши | Полузащитник |
| Михал Квятковски       | Флаг Польши | Полузащитник |
| Радослав Галас         | Флаг Польши | Полузащитник |
| Якуб Станиковски       | Флаг Польши | Полузащитник |
| Шимон Настай           | Флаг Польши | Полузащитник |
| Виктор Тополевски      | Флаг Польши | Полузащитник |
| Томаш Вацлавски        | Флаг Польши | Нападающий   |
| Максимилиан Радзиньски | Флаг Польши | Нападающий   |
| Войцех Фигурски        | Флаг Польши | Нападающий   |

## Руководство клуба
- Президент: Казимеж Палушевский
- Вице-президенты: Анджей Рыкачевский, Гжегож Пшытула, Дариуш Вольский, Пётр Пасик, Дариуш Каминьский
- Менеджер: Богдан Неровский
- Совет директоров: Богдан Рутецкий, Кристиан Кнобелздорф, Ежи Зиулковский, Мариуш Вилк, Богдан Гарбино, Дариуш Каминьский
- Секретарь: Ева Гралак

## Тренерский штаб
- Тренер: Войцех Фигурски
- Тренер вратарей: Анджей Бедра
- Тренер юниоров: Томаш Закерский
- Юношеский тренер: Томаш Воевода
- Подростковый тренер: Марцин Яворский
- Тренер: Ярослав Ходовец
- Массажист: Камил Юзефович